# Mercedes Masohn
Mercedes Masöhn (Linköping, Suecia; 3 de marzo de 1983), más conocida como Mercedes Mason, es una actriz sueca-estadounidense reconocida por interpretar a Zondra Rizzo en la serie de televisión estadounidense Chuck (2011) y a Isabel Zambada en el drama procedimental estadounidense The Finder (2012). Mason portagonizó la película de terror estadounidense Quarantine 2: Terminal (2011). Interpretó a Louise Leonard en el drama sobrenatural estadounidense 666 Park Avenue (2012), a Talia Del Campo en NCIS: Los Ángeles (2014-2019) y a Ofelia Salazar en Fear the Walking Dead (2015-2017) emitida por la cadena AMC.

## Carrera
Mason fue una de las dos actrices principales en la serie de drama procedimental The Finder durante su única temporada en 2012. Interpretó a Isabel Zambada la vicealcaldesa de los Estados Unidos y el interés amoroso del personaje principal Walter Sherman, interpretado por el actor Geoff Stults.
En 2012, coprotagonizó la serie de drama sobrenatural 666 Park Avenue emitida por la cadena ABC, la cual canceló la serie a mitad de su temporada.
En marzo de 2014, interpretó el papel de la agente especial de la DEA Talia Del Campo en la serie NCIS: Los Ángeles de la CBS, que desde entonces se ha convertido en un papel recurrente de la serie.
En agosto de 2015, Mason debutó en el papel de Ofelia Salazar en la serie Fear the Walking Dead emitida por AMC, una precuela de la exitosa serie The Walking Dead de la misma cadena.

## Vida personal
Mason nació en Linköping, Suecia, y creció en el barrio de Ryd, Linköping. Se trasladó junto con su familia a los Estados Unidos a la edad de 12 años. Mason fue criada en la ciudad de Chicago. Actualmente se encuentra viviendo en Los Ángeles, California, con su esposo David Denman, con quien se casó en agosto de 2014.
Durante su estadio en el país norteamericano Mason solicitó la ciudadanía estadounidense, por lo cual hizo  el examen correspondiente en abril de 2016.

## Filmografía

### Cine
| Año  | Título                   | Personaje    | Notas                |
| ---- | ------------------------ | ------------ | -------------------- |
| 2006 | The Break-Up             | Chica cáliz  | Personaje menor      |
| 2008 | Now and Nowhere          | Dolores      | Cortometraje         |
| 2009 | Red Sands                | Mujer árabe  | Personaje menor      |
| 2011 | Quarantine 2: Terminal   | Jenny        | Personaje principal  |
| 2011 | Three Veils              | Leila        | Coprotagonista       |
| 2012 | Buds                     | Angelique    | Cortometraje         |
| 2012 | General Education        | Bebe Simmons | Personaje secundario |
| 2013 | Slightly Single in L.A.  | Stacey       | Personaje secundario |
| 2014 | Sniper: Legacy           | Sanaa Malik  | Personaje secundario |
| 2015 | Ana Maria in Novela Land | Ana Gloria   | Coprotagonista       |
| 2018 | What the Night Can Do    | Tasha Cole   | Posproducción        |
| TBA  | Love by Drowning         | Kazz Martin  | Posproducción        |

### Televisión
| Año       | Título                   | Personaje                         | Notas |
| --------- | ------------------------ | --------------------------------- | --- |
| 2005-2006 | One Life to Live         | Enfermera de la Cruz Roja / Neely | 3 episodios |
| 2008      | Entourage                | Kara                              | "Return to Queens Blvd" (Temporada 5, Episodio 12) |
| 2009      | The Law                  | Theresa Ramirez                   | Piloto no emitido de la ABC |
| 2009      | The Closer               | Katherine Ortega                  | "Blood Money" (Temporada 5, Episodio 2) |
| 2009      | NCIS                     | Katherine Ortega                  | "Truth or Consequences" (Temporada 7, Episodio 1) |
| 2009–2010 | Three Rivers             | Vanessa                           | "Place of Life" (Temporada 1, Episodio 1) "The Luckiest Man" (Temporada 1, Episodio 7) "Win-Loss" (Temporada 1, Episodio 9) "Case Histories" (Temporada 1, Episodio 12)                                                                                               |
| 2009      | CSI: NY                  | Frankie Tyler                     | "It Happened to Me" (Temporada 6, Episodio 6) |
| 2010      | Castle                   | Marina Casillas                   | "He's Dead, She's Dead" (Temporada 3, Episodio 2) |
| 2010      | All Signs of Death       | Soledad                           | Película para televisión |
| 2011      | Traffic Light            | Sherry                            | "Pilot" (Temporada 1, Episodio 1) |
| 2011      | Chuck                    | Zondra Rizzo                      | "Chuck Versus the Cat Squad" (Temporada 4, Episodio 15) "Chuck Versus the Cliffhanger" (Temporada 4, Episodio 24) |
| 2012      | The Finder               | Isabel Zambada                    | Papel principal |
| 2012      | Common Law               | Ellen Sandoval                    | "Pilot" (Temporada 1, Episodio 1) |
| 2012–2013 | 666 Park Avenue          | Louise Leonard                    | Elenco principal |
| 2014–2019 | NCIS: Los Ángeles        | Talia Del Campo                   | "Fish Out of Water" (Temporada 5, Episodio 16) "Deep Trouble" (Temporada 5, Episodio 24) "Deep Trouble, Pt. II" (Temporada 6, Episodio 1) "Citadel" (Temporada 7, Episodio 2) "The Long Goodbye" (Temporada 7, Episodio 8) "The Guardian" (Temporada 10, Episodio 23) |
| 2014      | Californication          | Amy Taylor Walsh                  | "Kickoff" (Temporada 7, Episodio 6) "30 Minutes or Less" (Temporada 7, Episodio 8) |
| 2014      | Anger Management         | Maggie                            | "Charlie and the Case of the Curious Hottie" (Temporada 2, Episodio 73) "Charlie Plays Hide and Go Cheat" (Temporada 2, Episodio 75) |
| 2015      | The Astronaut Wives Club | Dot Bingham                       | "Flashpoint" (Temporada 1, Episodio 5) |
| 2015–2017 | Fear the Walking Dead    | Ofelia Salazar                    | Elenco principal (Temporada 1-3, 22 episodios) |
| 2015      | White City               | Lizzie Ghaffari                   | Película para televisión |
| 2017      | Doubt                    | Elena Garcia                      | "Clean Burn" (Temporada 1, Episodio 4) |
| 2018      | The Rookie               | Zoe Andersen                      | Elenco principal (Temporada 1, en emisión) |